# Торкијађина (Перуђа)
Торкијађина је насеље у Италији у округу Перуђа, региону Умбрија.
Према процени из 2011. у насељу је живело 655 становника. Насеље се налази на надморској висини од 218 м.